# Ingrid Timková
Ingrid Timková (* 17. ledna 1967 Sečovce) je slovenská herečka známá i z několika českých filmů.
Absolvovala gymnázium v Trebišově a pak se hned napoprvé dostala na VŠMU v Bratislavě. Od roku 1990 je členkou činohry SND v Bratislavě. V televizní roli se poprvé objevila už roku 1988. Roku 1995 byla nominována na Českého lva za hlavní ženský herecký výkon ve filmu Anděl milosrdenství a znovu roku 2005 za (tentokrát vedlejší) roli ve filmu Horem pádem. Do konce 90. let hrála před kamerou často, pak už spíše jen vzácně a věnovala se hlavně divadlu.
V divadle vystoupila např. ve hře Kočka na rozpálené plechové střeše (2007, režie M. Kákoš), Fanny a Alexander (podle I. Bergmana, 2016, r. M. Amsler) nebo Spievajúci dom (2017, r. S. Daubnerová).

## Filmografie – výběr
- 1988 Staroružová dráma (TV film)
- 1991 Rozruch na onkológii (TV film)
- 1992 Výstrel na Bonaparta (TV film)
- 1993 Anděl milosrdenství
- 1994 Heloisa (TV film)
- 1995 Námluvy (TV film)
- 1996 Jubileum (TV film)
- 1996 Konec velkých prázdnin (TV seriál)
- 1998 Legenda Emöke (TV film)
- 1999 Návrat ztraceného ráje
- 2004 Horem pádem
- 2006 Jak se krotí krokodýli
- 2007 Swingtime (TV film)
- 2019 Budiž světlo